# Guðni Valur Guðnason
Guðni Valur Guðnason (* 11. Oktober 1995) ist ein isländischer Diskuswerfer. Er hält in dieser Disziplin den Landesrekord und geht auch beim Kugelstoßen an den Start.

## Sportliche Laufbahn
Guðnason ist neunfacher Landesmeister im Diskuswurf.
2015 nahm er an den Spielen der kleinen Staaten von Europa im Laugardalsvöllur in der isländischen Hauptstadt Reykjavík teil. Dort belegte Island den 1. Platz in der Nationenwertung, wozu Guðnason mit einem Siegwurf von 56,40 m mit dem Diskus beitrug. Einen Monat später kam Guðnason mit 53,66 m bei den U23-Europameisterschaften im Kadriorg-Stadion der estnischen Hauptstadt Tallinn auf den 15. Platz.
2016 verpasste Guðnason bei den Europameisterschaften mit 61,20 m und mit 60,45 m bei den Olympischen Spielen in Rio de Janeiro den Einzug ins Finale.
2017 startete er erneut bei den Spielen der kleinen Staaten von Europa im San Marino Stadium von Serravalle und siegte mit 59,98 m im Diskuswurf. Beim Kugelstoßen kam er mit 16,96 m auf den 4. Platz und belegte in der Nationenwertung mit Island den dritten Rang. Den 5. Platz holte Guðnason im Diskuswurf mit 57,31 m bei den U23-Europameisterschaften im Zdzisław-Krzyszkowiak-Stadion der polnischen Stadt Bydgoszcz.
2018 erreichte Guðnason mit 61,36 m bei den Europameisterschaften im Olympiastadion von Berlin den 16. Platz.
2019 nahm er zum dritten Mal an den Spielen der kleinen Staaten von Europa teil. Im Topolica-Stadion von Bar (Montenegro) holte Guðnason mit 57,64 m im Diskuswurf den zweiten Platz und kam beim Kugelstoßen mit 17,83 m auf der 3. Platz. Mit Island belegte Guðnason in der Nationenwertung den zweiten Rang. Bei den Weltmeisterschaften in Doha verfehlte er mit 53,91 m und einem 32. Platz das Finale.
2020 schleuderte Guðnason in der wegen der COVID-19-Pandemie verspätet gestarteten Freiluftsaison am 16. September beim Herbstwurfturnier in Reykjavik den Diskus auf 69,35 m und verbesserte damit den von Vésteinn Hafsteinsson im Jahr 1989 aufgestellten Landesrekord von 67,64 m.

## Auszeichnungen
- 2016 und 2018 Athlet des Jahres in Island

## Jahresbestwerte Diskuswurf
(Stand: 18. September 2020)

| Jahr | Weiten          |
| ---- | --------------- |
| 2014 | 53,25 m         |
| 2015 | 60,58 m         |
| 2016 | 61,85 m         |
| 2017 | 59,98 m 60,94 m |
| 2018 | 65,53 m         |
| 2019 | 64,77 m         |
| 2020 | 69,35 m         |